# Starks (Maine)
Starks è un comune degli Stati Uniti d'America, situato nello Stato del Maine, nella contea di Somerset.